# Ancipital
Ancipital è un videogioco d'azione sviluppato e pubblicato dalla Llamasoft nel 1984 per Commodore 64 e nel 2001 per Microsoft Windows, e ideato da Jeff Minter.